# Калатозишвили, Михаил Георгиевич
Михаил Георгиевич Калатозишвили (груз. მიხეილ გიორგის ძე კალატოზიშვილი, 19 мая 1959, Тбилиси — 12 октября 2009, Москва) — грузинский и российский кинорежиссёр, продюсер и сценарист.

## Биография
Михаил Калатозишвили родился 19 мая 1959 года в Тбилиси в семье Георгия Калатозишвили (1929—1984). Внук знаменитого советского режиссёра народного артиста СССР Михаила Калатозова (1903—1973).
Учился во ВГИКе на режиссёрском факультете (мастерская народного артиста СССР Ефима Дзигана).
Работал на киностудии «Грузия-фильм». В 1996 году стал режиссёром-постановщиком киностудии «Ленфильм».
Первым масштабным фильмом Калатозишвили стал «Первый после Бога», где он был одним из продюсеров.
В 2008 году выступил в качестве режиссёра и продюсера фильма «Дикое поле». Картина была отмечена многочисленными призами и премиями.
Скончался на 51-м году жизни от инфаркта 12 октября 2009 года. Михаила Калатозишвили похоронили 15 октября 2009 года на Новодевичьем кладбище в могилу его деда Михаила Калатозова.

## Фильмография
| Фильм                                     | Год  | Режиссёр  | Сценарий  | Продюсер  | Актёр     |
| ----------------------------------------- | ---- | --------- | --------- | --------- | --------- |
| Механик                                   | 1981 | зелёная ✓ | зелёная ✓ | —         | —         |
| Проделки Скапена                          | 1985 | зелёная ✓ | —         | —         | —         |
| Адвокат (Убийство на Монастырских прудах) | 1990 | —         | —         | —         | зелёная ✓ |
| Избранник                                 | 1991 | зелёная ✓ | зелёная ✓ | —         | —         |
| День рождения Анны                        | 1992 | —         | —         | —         | зелёная ✓ |
| Мистерии                                  | 2000 | зелёная ✓ | зелёная ✓ | —         | —         |
| Ловитор                                   | 2005 | —         | —         | зелёная ✓ | —         |
| Первый после Бога                         | 2005 | —         | —         | зелёная ✓ | —         |
| SOS: Спасите наши души                    | 2005 | —         | —         | зелёная ✓ | —         |
| Ванечка                                   | 2007 | —         | —         | зелёная ✓ | —         |
| Дикое поле                                | 2008 | зелёная ✓ | —         | зелёная ✓ | —         |

## Награды и номинации

### За фильм «Дикое поле»
- Премия «Золотой орёл» (2009): лучший игровой фильм
- 19-й Открытый Российский фестиваль «Кинотавр»: специальный приз гильдии киноведов и кинокритиков
- Премия «Белый слон»: лучший игровой фильм
- 65-й Венецианский кинофестиваль: Приз Международной ассоциации поддержки Арт-кино — ART CINEMA AWARD.
- Кинофестиваль молодого восточноевропейского кино, Котбус: Специальное упоминание, приз ФИПРЕССИ, приз Экуменического жюри.
- Международный кинофестиваль в Марракеше: Золотая звезда.
- Номинации на премию «Ника» в категориях  «Лучший игровой фильм» и «Лучшая работа режиссёра» в 2009 году

## Проекты
Автор и организатор кинофестиваля «Верные друзья», прошедшего в августе 2009 года в городе Таруса, в местах, где снимался фильм «Верные друзья».